# Устюженский уезд
Устюженский уезд (Устюжна-Железнопольский уезд, Устюжский уезд) — один из уездов Санкт-Петербургской губернии (1727), Новгородской губернии и наместничества (1727—1918), а затем Череповецкой губернии (1918—1927). Уездный город — Устюжна (Устюжна-Железнопольская).

## История
В 1685 году было предписано выделить из Угличского уезда Устюжно-Железопольский уезд. Так уезд был образован впервые.
В 1719 году в Санкт-Петербургской губернии была создана Белозерская провинция, в состав которой вошёл Устюжно-Железопольский дистрикт. В 1727 году все дистрикты были ликвидированы, а сами губернии стали делиться не только на провинции, но и на уезды. Устюжна-Железнопольская дала имя уезду. В 1727 году из Петербургской губернии была выделена Новгородская губерния в составе 5 провинций (Новгородской, Псковской, Великолуцкой, Тверской, Белозерской). Уездный город с 1738 года — Устюжна. Тогда в Белозерской провинции было 4 уезда: Белозерский, Каргопольский, Устюженский и Чарондский.

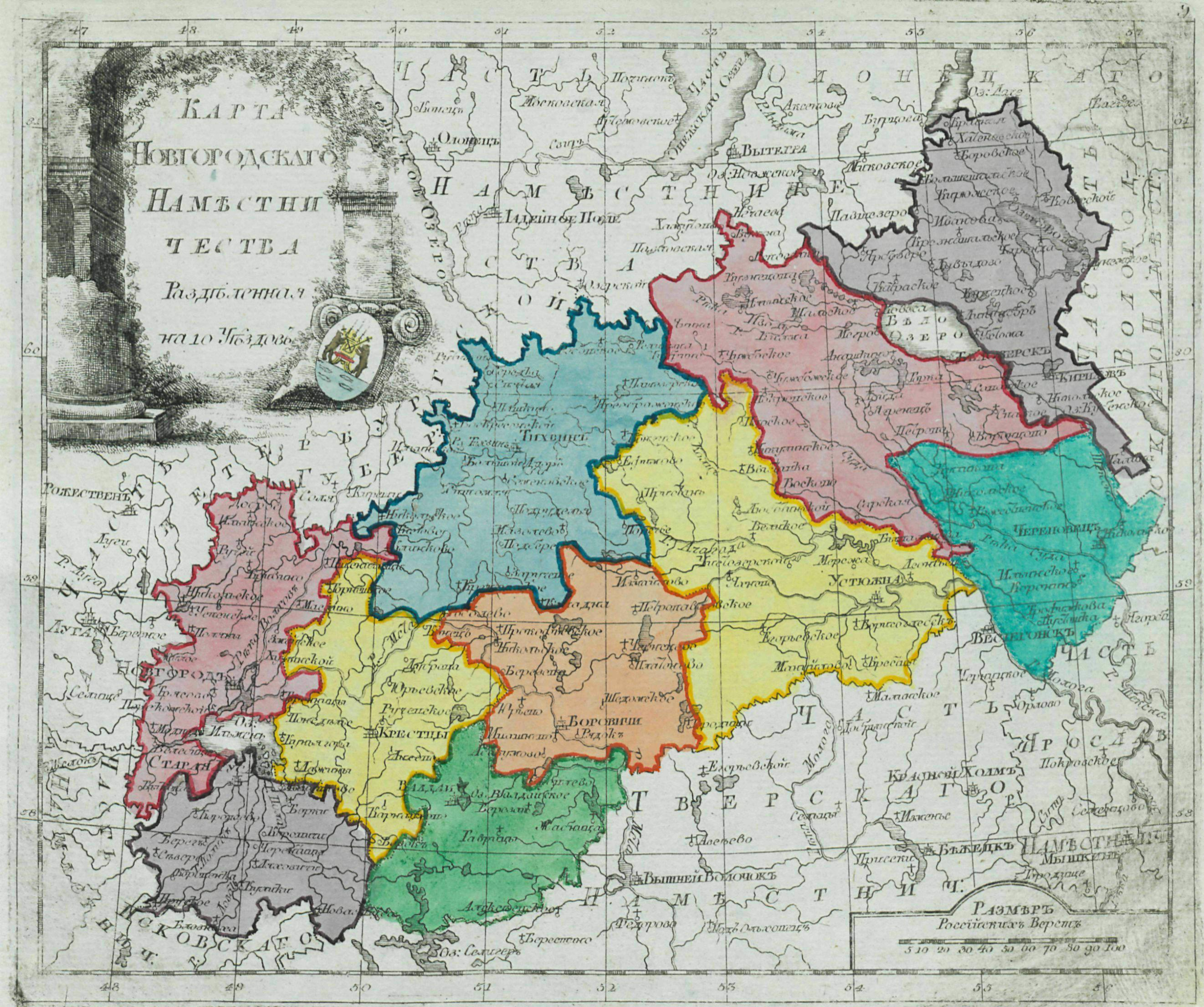
Устюженский уезд, 1792 год

В период с 1910 по 1917 год на территории уезда, в пределах Верховско-Вольской волости (а возможно, и некоторых других волостей) действовала благотворительная организация Вольское общество пособия бедным.
С 1918 года уезд в составе Череповецкой губернии. В 1927 году — упразднён, территория распределилась между районами Череповецкого округа Ленинградской области.

## Административно-территориальное устройство

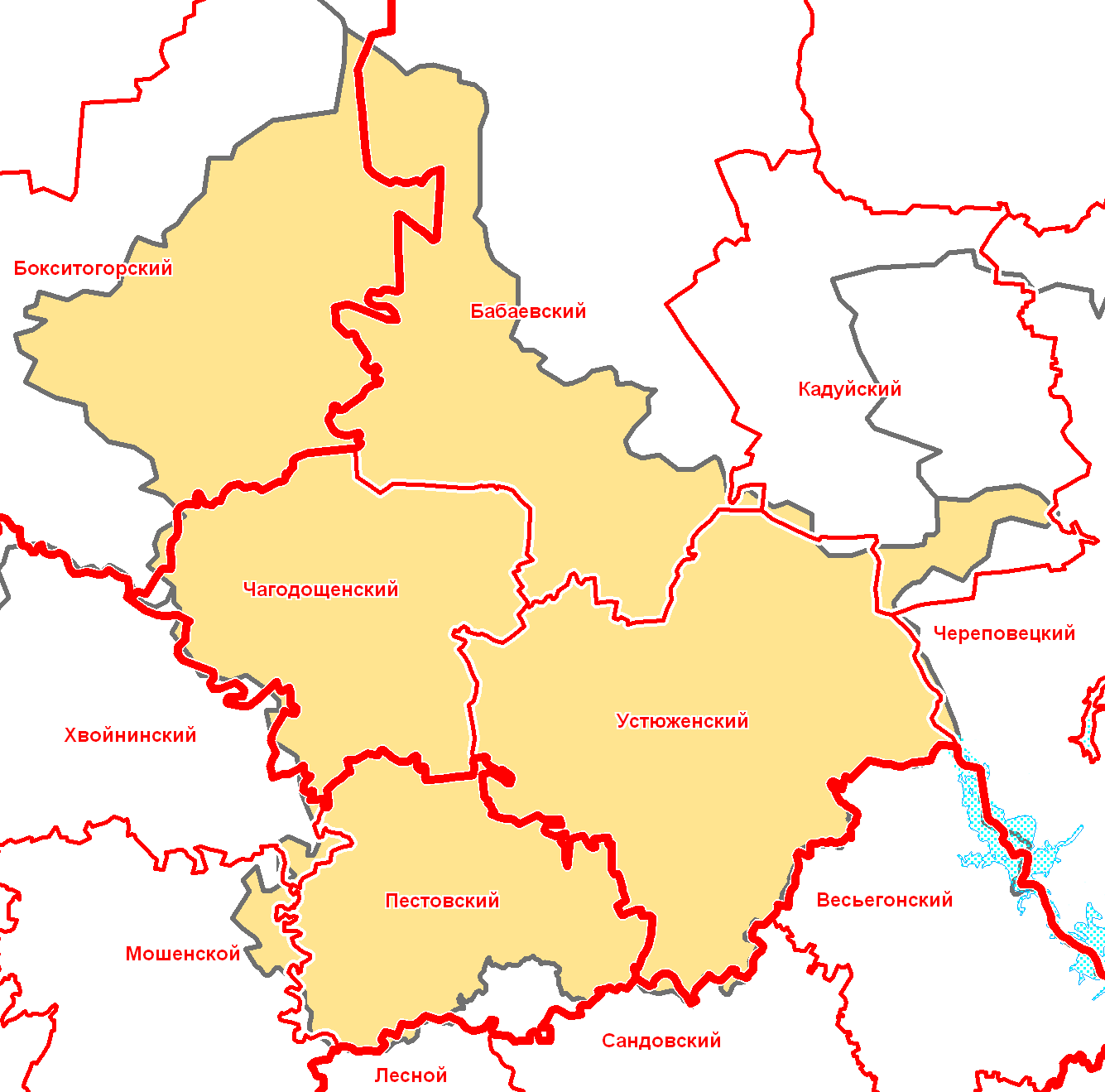
Устюженский уезд в современной сетке районов

В 1890 году в состав уезда входила 21 волость
| № п/п | Волость                | Волостное правление | Число селений | Население |
| ----- | ---------------------- | ------------------- | ------------- | --------- |
| 1     | Белокрестская          | с. Белые Кресты     | 50            | 5591      |
| 2     | Верховско-Вольская     | д. Верховье         | 42            | 2378      |
| 3     | Весско-Пятницкая       | д. Сергеево         | 40            | 2575      |
| 4     | Дубровская             | д. Сысоево          | 19            | 2272      |
| 5     | Кирво-Климовская       | с. Сорокино         | 40            | 4549      |
| 6     | Лентьевская            | с. Лентьево         | 15            | 3496      |
| 7     | Маловосновская         | с. Малое Восное     | 56            | 5692      |
| 8     | Мегринская             | с. Мегрино          | 28            | 2580      |
| 9     | Мезженская             | с. Мезга            | 24            | 1845      |
| 10    | Моденско-Плотичьевская | д. Плотичье         | 11            | 4094      |
| 11    | Никифоровская          | с. Никифорово       | 44            | 4950      |
| 12    | Охонско-Острачевская   | с. Охона            | 63            | 5915      |
| 13    | Перская                | с. Перя             | 25            | 3910      |
| 14    | Растороповская         | д. Дуброва          | 51            | 5928      |
| 15    | Соболевская            | д. Ганьки           | 52            | 5594      |
| 16    | Соминская              | д. Сомино           | 35            | 3101      |
| 17    | Устюцкая               | с. Устюцкое         | 53            | 4130      |
| 18    | Хрипелевская           | с. Хрипелево        | 21            | 2399      |
| 19    | Черенско-Жерновская    | с. Покровское       | 24            | 3391      |
| 20    | Чернянская             | с. Чёрнянское       | 34            | 3082      |
| 21    | Чирецкая               | д. Оснополье        | 7             | 2839      |

В 1913 году в состав уезда также входила 21 волость, вместо Устюцкой образована Барсанихская волость (с. Барсаниха).

## Персоналии
- Козлянинов, Владимир Петрович — автор трудов по сельскому хозяйству, 1833—1835 годах являлся предводителем дворянства Устюженского уезда.
- Колюбакин, Александр Михайлович — член III Государственной думы, с ноября 1897 — был председателем Устюженской уездной земской управы.

## Уездные предводители дворянства[5]
| Ф,И,О                             | Чин                              | Года      |
| --------------------------------- | -------------------------------- | --------- |
| Батюшков Лев Андреевич            | Надворный советник               | 1776-1779 |
| Маврин Василий Михайлович         | Подпоручик                       | 1779-1783 |
| Баранов Осип Фёдорович            | Подпоручик                       | 1783-1786 |
| Мягкой Александр Васильевич       | Майор                            | 1786-1788 |
| Пустошкин Иван Васильевич         | Коллежский советник              | 1789-1791 |
| Шамшев Григорий Андрианович       | Капитан                          | 1792-1794 |
| Ефимьев Владимир Иванович         | Капитан                          | 1795-1797 |
| Гальской Василий Семёнович        | Коллежский асессор               | 1798-1800 |
| Балк Николай Алексеевич           | Майор                            | 1801-1803 |
| Теглев Иван Никитич               | Обер-провиантмейстер             | 1804-1808 |
| Толбугин Алексей Семёнович        | Капитан-лейтенант                | 1808-1809 |
| Коковцев Василий Григорьевич      | Надворный советник               | 1810-1814 |
| Линёв Иван Логинович              | Полковник                        | 1815-1817 |
| Шамшев Владимир Григорьевич       | Капитан 2 ранга                  | 1818-1823 |
| Козлянинов Всеволод Иванович      | Майор                            | 1824-1826 |
| Колюбакин Владимир Николаевич     | Капитан-лейтенант                | 1827-1832 |
| Козлянинов Владимир Петрович      | Поручик                          | 1833-1835 |
| Теглев Иван Никитич               | Обер-провиантмейстер             | 1836-1838 |
| Шамшев Владимир Григорьевич       | Капитан 2 ранга                  | 1839-1841 |
| Колюбакин Александр Васильевич    | Штабс-капитан                    | 1842-1844 |
| Ушаков Николай Аполлонович        | Штабс-капитан                    | 1845-1847 |
| Ухтомский Пётр Николаевич (князь) | Штабс-капитан                    | 1848-1850 |
| Ефимьев Матвей Алексеевич         | Коллежский асессор               | 1851-1865 |
| Андриевский Константин Николаевич | Поручик                          | 1866-1877 |
| Позен Александр Иванович          | Инженер-подпоручик               | 1878-1880 |
| Сноксарев Александр Евграфович    | Кандидат прав                    | 1881-1883 |
| Ушаков Павел Иванович             | Прапорщик                        | 1884-1893 |
| Ухтомский Сергей Петрович (князь) | Капитан 1 ранга                  | 1893-1898 |
| Караулов Иван Дмитриевич          | Действительный статский советник | 1899-     |